# Ingrid Kruit
Ingrid Kruit, (Rotterdam, 24 december 1943) is een Nederlandse kunstenares.

## Kwalificaties
- beeldhouwer
- glasschilder
- installatiekunstenaar
- monumentaal kunstenaar
- ontwerper
- wandschilder & tekenaar.[1]

## Kunstwerken
Kruit ontwierp onder andere een gans (Europoort), een konijn (Lombardijen) en een kip (Ommoord). Deze speel- en kunstwerken waren destijds onderdeel van een vrije opdracht voor drie kunstobjecten. Deze objecten moesten ook geschikt zijn als speelobject bij een drietal kinderboerderijen in Rotterdam.

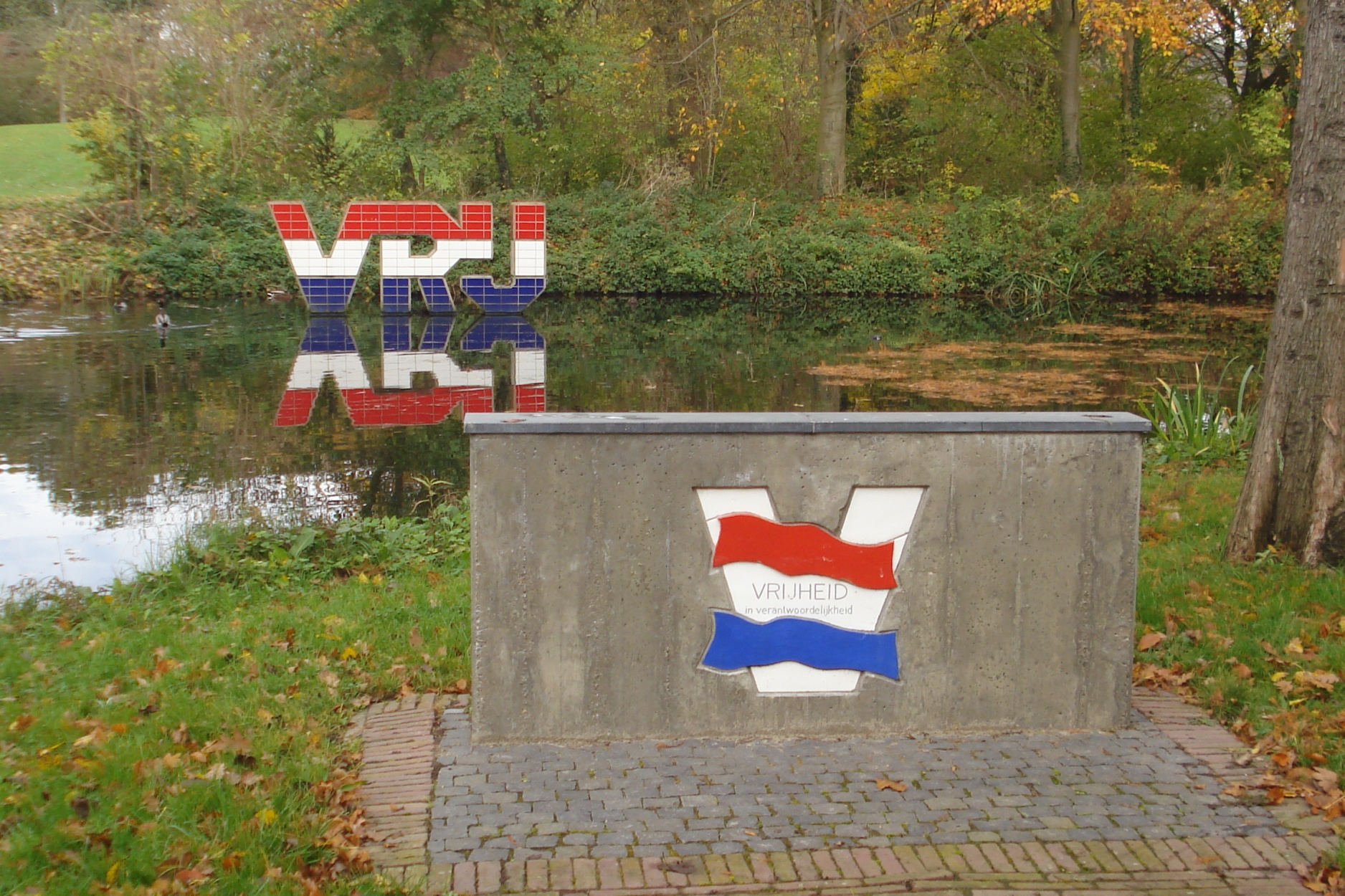
Oorlogsmonument
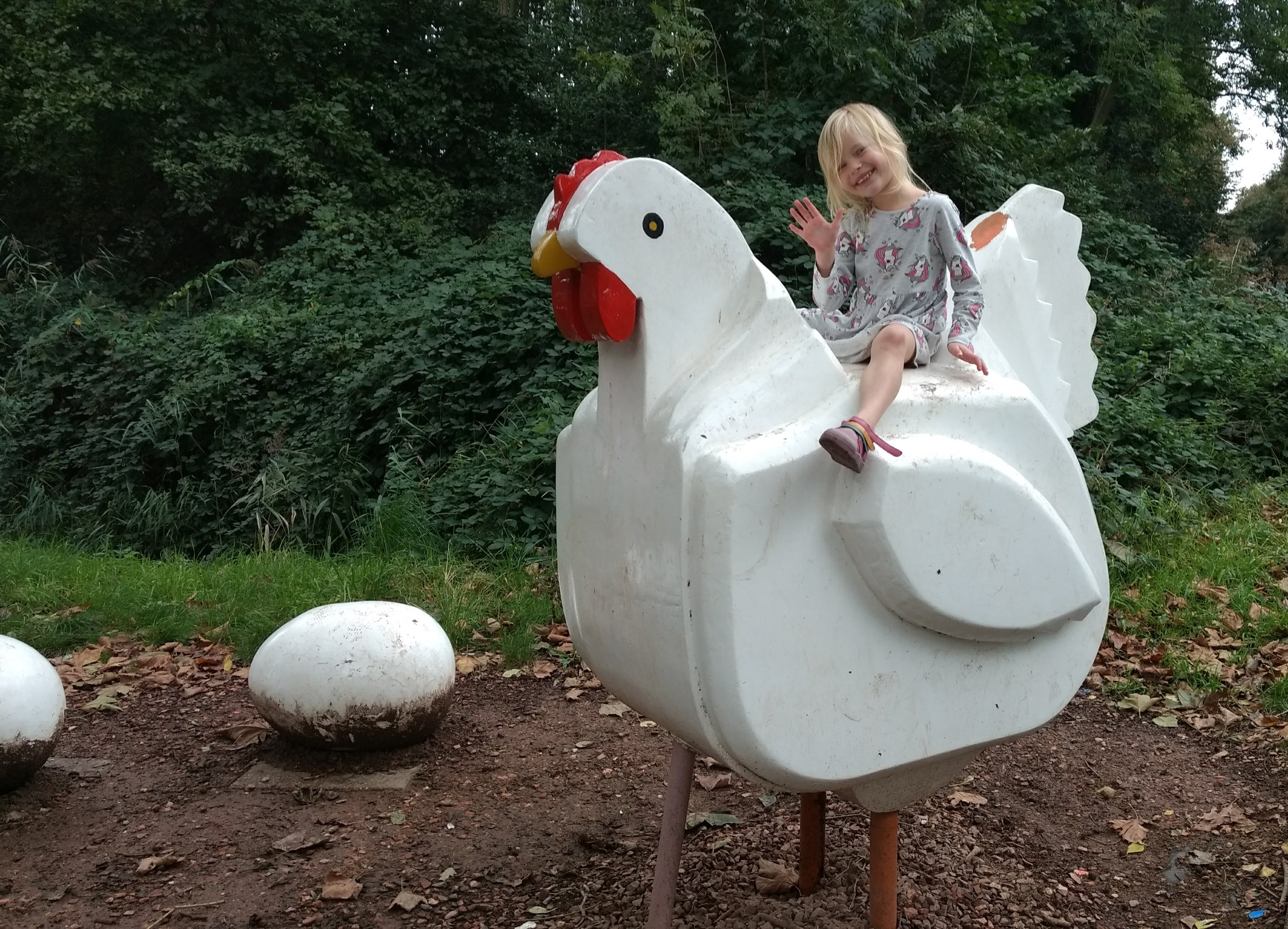
De Kip, Ommoord